# Garden City (Idaho)
Garden City é uma cidade localizada no estado americano de Idaho, no Condado de Ada.

## Demografia
Segundo o censo americano de 2000, a sua população era de 10.624 habitantes.
Em 2006, foi estimada uma população de 11.353, um aumento de 729 (6.9%).

## Geografia
De acordo com o United States Census Bureau tem uma área de 10,8 km², dos quais 10,7 km² cobertos por terra e 0,1 km² cobertos por água.

## Localidades na vizinhança
O diagrama seguinte representa as localidades num raio de 28 km ao redor de Garden City.